# گمینا دانبرووا (استان کویافسکو-پومورسکی)
گمینا دانبرووا (استان کویافسکو-پومورسکی) (به لهستانی:  Gmina Dąbrowa) یک گمینا در لهستان است که در شهرستان موگیلنو واقع شده‌است. گمینا دانبرووا ۱۱۰٫۵۱ کیلومتر مربع مساحت و ۴٬۷۱۱ نفر جمعیت دارد.